# Austrelaps
Austrelaps är ett släkte av ormar som ingår i familjen giftsnokar.
Arterna är stora ormar med en längd upp till 1,7 meter. De förekommer i sydöstra Australien och på Tasmanien i fuktiga landskap. Släktets medlemmar jagar groddjur och mindre kräldjur. Honor föder levande ungar (ovovivipari). Det giftiga bettet kan medföra allvarliga skador hos människor men ormarna är sällan aggressiva.
Arter enligt Catalogue of Life:
- Austrelaps labialis
- Austrelaps ramsayi
- Austrelaps superbus

## Bildgalleri

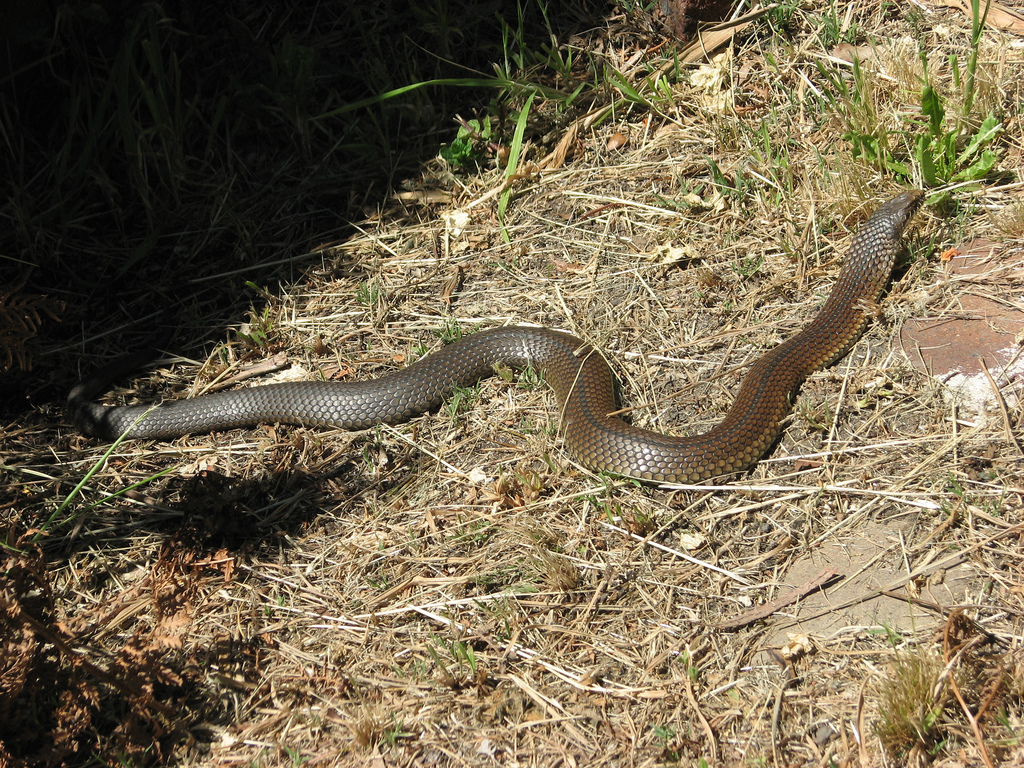